# Bassin houiller lorrain

Localisation du gisement sur la carte des bassins houillers français.

Le bassin houiller lorrain est l'un des deux grands bassins houillers de France, situé dans le nord-est du département de la Moselle. 
C'est une entité géologique, mais comme dans tous les bassins charbonniers et industriels, l'exploitation charbonnière a aussi contribué à créer une « identité » industrielle, socioculturelle (multiculturalisme avec par exemple près de 20 000 étrangers comptabilisés dans ce bassin houiller en 1921) et économique (également lié dans cette région à la présence d'un bassin ferrifère de Lorraine, voire sanitaire en raison d'une prévalence plus importante de la silicose notamment. Ce bassin a marqué le développement de la Lorraine du XIXe siècle aux années 1960. Le bassin et ses ressources (en charbon, mais aussi en fer comme à Aumetz ) ont aussi joué un rôle historique dans les relations franco-allemandes (période d'occupation allemande et deux guerres mondiales) avec les intérêts de l'industrie lourde et de l'industrie charbonnière en arrière fond.

## Superficie, géographie

Étendue du bassin houiller.

Il s’étend sur une superficie de 49 000 ha et peut être grossièrement délimité par le triangle Villing – Faulquemont – Stiring-Wendel. Géographiquement, il correspond à la vallée de la Rosselle. En surface, ce « bassin » concerne environ soixante-dix communes.
Les gisements houillers les plus proches sont le bassin houiller de la Sarre au nord-est et le bassin houiller de la vallée de Villé au sud-est.

## Géologie
Grâce aux nombreux forages exploratoires et aux fossiles de plantes et de spores (et plus rarement d'insectes ou autres animaux) remontés du fond, ce bassin a été beaucoup étudié par les géologues et paléobotanistes et palynologistes qui ont permis de mieux comprendre sa formation, ses spécificités, ainsi que la paléoflore, et paléofaunes, qui ont présidé à sa lente formation il y a plusieurs centaines de millions d'années.

## Histoire
En 1896, Jules Bergeron fait une communication, à la Société des Ingénieurs Civils de France, sur l'extension possible des différents bassins houillers français. Il indique notamment qu'il est probable que le bassin de Sarrebruck doit se prolonger jusqu'en Lorraine. Cinq ans plus tard, Marcel Bertrand et Bergeron affirment que la continuité des assises houillères de Sarrebruck vers le Sud-Ouest est certaine, mais il leur semble toutefois que le houiller doit se trouver dans cette partie de la Lorraine à une profondeur qui ne permet pas d'en prévoir l'exploitation.
Il est présenté en 1905 comme le « nouveau bassin houiller » de France,  bien que franco-allemand du point de vue géologique. Il est, à cette époque, situé sur le territoire de l'Empire allemand (l'Alsace-Lorraine étant alors annexée par ce dernier depuis 1871). 
Il tire son nom de l'activité économique qui a forgé son unité avec les houillères du bassin de Lorraine. 
C'est un anticlinal évidé par érosion, appelé « boutonnière du Warndt ». C'est dans cette formation géologique que le charbon est le plus accessible, ce qui a permis le développement de l'industrie charbonnière, qui elle-même a nourri l'industrie métallurgique.
Depuis la fermeture des mines de charbon on parle plutôt de bassin de vie de Moselle-Est que de Bassin houiller lorrain pour désigner ce territoire en reconversion, dès les années 1960 pour ce qui concerne les mines de fer puis la métallurgie dont l'activité va constamment diminuer alors qu'en 1960 « les deux tiers de la population de cette région vivaient
des ressources de l’industrie extractive », bien que quelques projets d'exploitation de gaz de couche aient été prévus ou maintenus. La reconversion est aussi foncière (patrimoine minier des houillères et de friches industrielles à recycler, avec l'EPF notamment) et urbaine avec la reconversion des villes-usines et zones-dortoir.)

## Gestion de l'eau, un cas particulier
L'exploitation houillère a eu des conséquences écopaysagères importantes, notamment en raison de l'exploitation forestière sollicitée pour les besoins de bois de mine, installations industrielles) et modification considérable du cycle de l'eau et la chimie des nappes et des eaux superficielles qui tendent par ailleurs à remonter depuis l'arrêt de l'exploitation. 
C'est le premier bassin houiller à bénéficier d'un SAGE spécifique, dénommé « Schéma d'Aménagement et de Gestion des Eaux du Bassin Houiller ». 
Ce sage concerne 72 communes disposées dans le triangle formé par Creutzwald, Faulquemont et Forbach (état des lieux  ; Il s'appuie sur un « diagnostic du territoire » et un « scénario tendanciel ». 

La création de ce SAGE « frontalier » et de l'après-mine avait été suggérée et préparée dès la fin des années 1990 pour mieux faire face aux « séquelles minières ». 
Il concerne les eaux souterraines et de surface et cherche à répondre à des enjeux de restauration, préservation et protection de la ressource, des points de vue quantitatifs et qualitatifs (nappe des grès vosgiens pour l'eau potable en particulier). 

Il a aussi pour objet de mieux gérer les risques d’inondations ou de mouvements de terrain (notamment liées aux problématiques d’affaissements miniers et de regonflement du sous-sol sous l'effet de la remontée des eaux après l’arrêt de l’exhaure minière, bien qu'ils soient supposés relativement stabilisés et de « remontées de nappe » en fond de vallées) ; il s'agit en particulier d' « accompagner/suivre l’ennoyage du vide minier, les cônes de rabattement, le débit  des cours d’eau et la remontée de la nappe », tout en surveillant le altérations des eaux et en optimisant les moyens de lutte contre les pollutions. Il vise enfin à encourager une utilisation raisonnable des ressources en eau, et l'amélioration continue des connaissances du bassin.
En 1998, la procédure de le lancement du SAGE a été suspendue le temps de finalisation des « procédures d'abandon minier » et de sorties de concessions, jusqu’à la fermeture du dernier puits (en 2004). 
Le Préfet a ensuite relancé le processus du SAGE (fin 2005), qui s’est conclu en 2008 par des arrêtés préfectoraux définissant le périmètre géographique du SAGE et  la composition de la Commission locale de l’eau .  
La cohérence d’un  AGE est habituellement celle d’un ou plusieurs bassins versants. Ce SAGE contient 3 têtes de bassins versants mais a sa propre cohérence qui est la réponse aux séquelles minières (sous forme de plus de 100 fiches actions et de scénarios d'intervention, accompagnés d’une évaluation socio-économique. Un résumé de sa stratégie a été publié en 2013.